# Communay
Communay is een gemeente in het Franse departement Rhône (regio Auvergne-Rhône-Alpes). De plaats maakt deel uit van het arrondissement Lyon. Communay telde op 1 januari 2022 4.524 inwoners.

## Geografie
De oppervlakte van Communay bedroeg op 1 januari 2022 10,54 vierkante kilometer; de bevolkingsdichtheid was toen 429,2 inwoners per km².

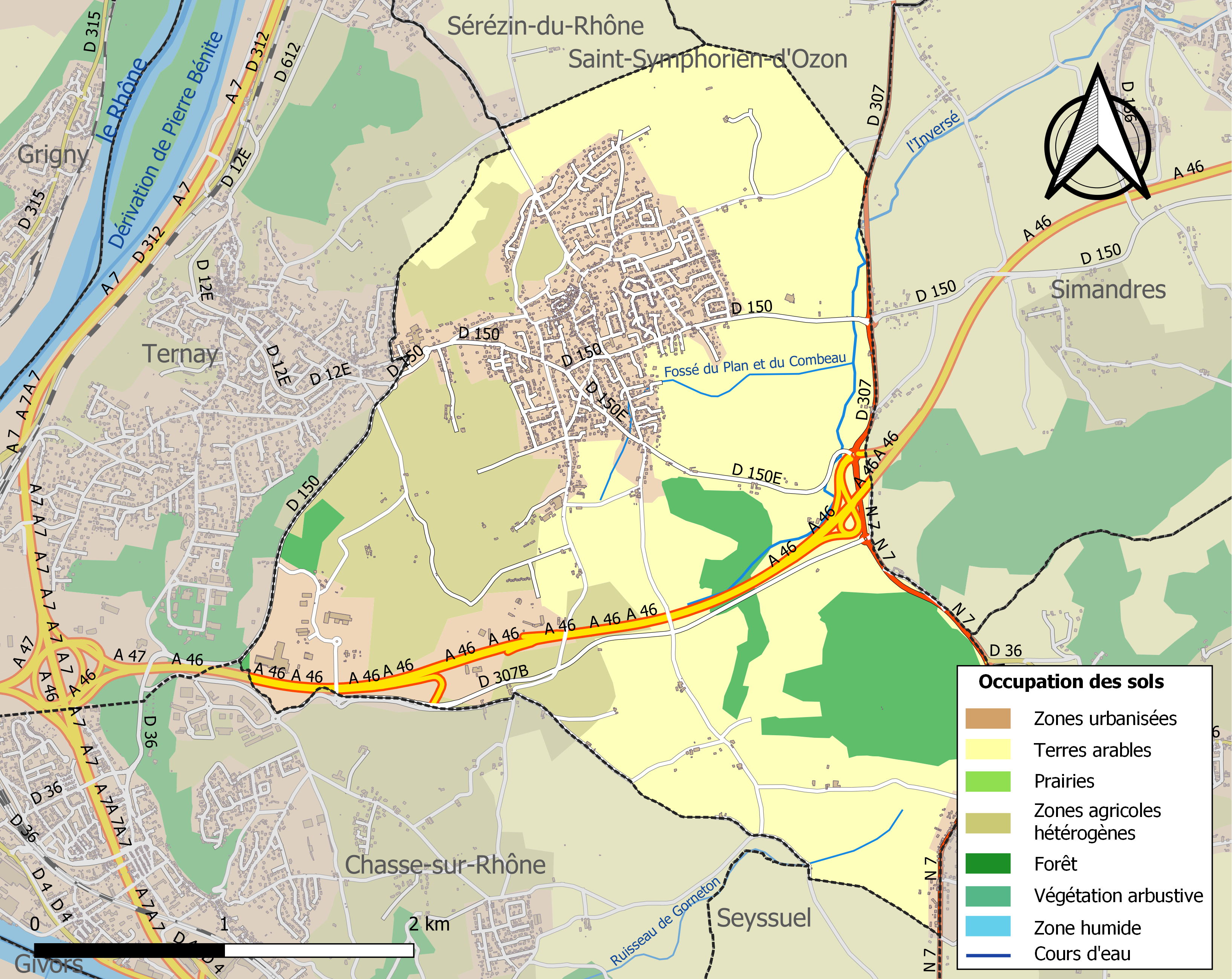
Kaart van de gemeente met de belangrijkste infrastructuur, bodemgebruik en omliggende gemeenten

## Demografie
Onderstaande figuur toont het verloop van het inwonertal (bron: INSEE-tellingen).